# (4626) Plisetskaya
(4626) Plisetskaya – planetoida z pasa głównego asteroid okrążająca Słońce w ciągu 3,43 lat w średniej odległości 2,27 j.a. Odkryła ją Ludmiła Karaczkina 23 grudnia 1984 roku w Krymskim Obserwatorium Astrofizycznym w Naucznym. Nazwa planetoidy pochodzi od Mai Plisieckiej – słynnej rosyjskiej baletnicy.